# Vojko Gorjanc
Vojko Gorjanc, slovenski jezikoslovec, * 1969, Slovenija.

## Življenje
Vojko Gorjanc je študiral Slovenski jezik in književnost na Filozofski fakulteti Univerze v Ljubljani in diplomiral leta 1993 ter si s tem pridobil strokovni naziv profesorja slovenščine. Kot štipendist CEEPUS-a je v okviru enomesečnega študijskega dopusta v Pragi 1997 obiskal Filozofsko fakulteto, Inštitut za češki jezik pri Češki akademiji znanosti, Inštitut jezikovne in strokovne priprave tujih študentov Karlove univerze in nenazadnje tudi Inštitut Češkega narodnega korpusa na Filozofski fakulteti. Magistriral je leta 1998, doktoriral pa štiri leta kasneje. Po končanem študiju se je zaposlil kot redni profesor na Filozofski fakulteti Univerze v Ljubljani. Danes poučuje slovenski jezik na Oddelku za prevajalstvo ter vodi oddelčno katedro za slovenski jezik. Uči naslednje predmete: Leksika in slovnica slovenskega jezika, Metodološka priprava na magistrsko delo in magistrski seminar, Slovenski jezik in družba, Razumevanje in tvorjenje besedil v slovenskem jeziku, Slovenski jezikovni standard, Slovensko strokovno besedilo, Slovenski jezik za prevajalce, Tolmaška praksa, Slovenski jezik: sociolingvistika in analiza diskurza. Njegova glavna področja raziskovanja so korpusno jezikoslovje, sociolingvistika in kritična analiza diskurza. Sodeloval je pri vzpostavitvi Centra za jezikovne vire in tehnologije Univerze v Ljubljani. Vodi pa tudi programsko skupino Slovenski jezik – bazične, kontrastivne in aplikativne raziskave. Govori sedem tujih jezikov – angleščino, bosanščino, hrvaščino, portugalščino, srbščino, nemščino in ruščino.

## Izbor del
- Terminološko načrtovanje in upravljanje terminologije. Slavistična revija. (COBISS)
- Objektiviziran pogled na jezik in Slovenski pravopis. Slavistična revija. (COBISS)
- Korpusno jezikoslovje in leksikalni opisi slovenskega jezika = Corpus linguistics and lexical descriptions of the Slovenian language. Slavistična revija. (COBISS)
- Besediloslovni vidiki slovenskega znanstvenega jezika: magistrsko delo. (COBISS)
- Primerjalna skladenjska razčlenitev filozofskega in matematičnega znanstvenega besedila: A-diplomska naloga. (COBISS)